# Russ Grimm
Russell Scott Grimm (Scottdale, 2 maggio 1959) è un ex giocatore di football americano e allenatore di football americano statunitense.
Ha giocato per tutta la carriera con i Washington Redskins della National Football League (NFL) vincendo tre Super Bowl oltre a uno come allenatore della linea offensiva dei Pittsburgh Steelers. È stato inserito nella Pro Football Hall of Fame nel 2010.

## Carriera da giocatore
Grimm fu scelto dai Redskins nel corso del terzo giro del Draft NFL 1981. Assieme a Jeff Bostic, Mark May, George Starke e Joe Jacoby, Russ Grimm fu uno dei membri fondatori della rinomata linea linea offensiva dei Redskins soprannominata "Hogs" che fu una delle migliori della storia della NFL.
Nel corso delle sue undici stagioni come guardia titolare dei Redskins, Russ Grimm aiutò la sua squadra a raggiungere 4 Super Bowl, vincendone tre (il Super Bowl XVII nel 1983, il Super Bowl XXII nel 1988 e il Super Bowl XXVI nel 1992). Nella sua carriera, Grimm fu convocato per 4 Pro Bowl consecutivi (dal 1983 al 1986) venendo sempre inserito negli stessi anni nel First-team All-Pro.

## Palmarès
Da giocatore
- (3) Vincitore del Super Bowl, (XVII, XII, XVI)
- (4) Pro Bowl (1983, 1984, 1985, 1986)
- (4) First-team All-Pro (1983, 1984, 1985, 1986)
- 70 Greatest Redskins
- Formazione ideale della NFL degli anni 1980
- Pro Football Hall of Fame (classe del 2010)

Da allenatore
- Vincitore del Super Bowl XL